# Зазимська сільська територіальна громада
Зазимська сільська територіальна громада — територіальна громада в Україні, у Броварському районі Київської області. Адміністративний центр — село Зазим'я.
Площа громади — 250,59 км², населення — 9159 осіб (2020).
Утворена 25 жовтня 2020 року шляхом об'єднання Зазимської, Літківської, Літочківської, Погребської, Пухівської та Рожнівської сільських рад Броварського району.

## Населені пункти
У складі громади 7 сіл:
- Зазим'я
- Літки
- Літочки
- Погреби
- Пухівка
- Рожни
- Соболівка

## Старостинські округи
- Літківський
- Літочківський
- Погребський
- Пухівський
- Рожнівський